# Odontopyge jallae
Odontopyge jallae är en mångfotingart som beskrevs av Filippo Silvestri 1896. Odontopyge jallae ingår i släktet Odontopyge och familjen Odontopygidae. Inga underarter finns listade i Catalogue of Life.